# Омул
Омул (Coregonus migratorius) е вид сладководна риба, от семейство Пъстървови (Salmonidae). Видът е ендемичен за езерото Байкал. През 2004 г. е вписана като застрашен вид.

## Описание
Има тънко, вретеновидно тяло, с тъмен гръб и светлосребристи страни. Обичайният размер е 36-38 cm и тегло 0,6-0,8 кг. Максималните регистрирани екземпляри достигат дължина 56 cm и тегло 2,5 кг.
Храни се предимно с планктон и по-малки риби. Омулът е със сравнително дълга продължителност на живота и достига до полова зрялост на 5-годишна възраст. За да хвърли хайвера си извършва миграция в реките, вливащи се в Байкал, обикновено в средата на октомври.

## Стопанско значение
Омулът е един от основните източници на препитание на хората, живеещи по крайбрежието на Байкал. В Русия е считан за деликатес и пушеният омул е сред най-търсените стоки от пътуващите по Транссибирската магистрала. Местните предпочитат рибата осолена. Популярната сибирска салата Строганина включва тънко нарязан суров и замразен омул, подправен с черен пипер, сол и лук.
Голямото търговско търсене е превърнало омула в най-ловената риба в Байкал. Близо 2/3 от всичката уловена в езерото риба е омул.